# Abadía de Newbattle
La Abadía de Newbattle (en gaélico escocés: Abaid a' Bhatail Nuaidh) fue un monasterio cisterciense cerca del pueblo de Newbattle en Midlothian (Escocia), que posteriormente se convirtió en una casa señorial y luego en una institución educativa.

## Monasterio
Fue fundado en 1140 por monjes de la abadía de Melrose. El patrón fue el rey David I de Escocia (con su hijo Enrique). Su iglesia fue dedicada en 1234. La abadía fue quemada por las fuerzas reales inglesas en 1385 y una vez más en 1544. Se convirtió en un señorío secular para el último comendador, Mark Kerr (Ker) en 1587.
La abadía de Newbattle era una filiación de la abadía de Melrose (a su vez hija de la abadía de Rievaulx) y estaba situada, según los usos cistercienses, en un hermoso valle junto al río South Esk. Rudolph, su primer abad, un estricto y severo observador de la regla, se dedicó enérgicamente a la construcción de edificios adecuados. La iglesia, de forma cruciforme, tenía 240 pies de longitud, equivalentes a unos 73 metros, y los demás edificios en proporción; en un momento dado la comunidad llegó a contar con 80 monjes y 70 hermanos laicos.
La abadía pronto se hizo próspera y famosa por la regularidad de sus miembros, varios de los cuales llegaron a ser conocidos obispos. Era especialmente apreciada por los reyes de Escocia, de los cuales casi ninguno dejó de visitarla de vez en cuando, y siempre fueron sus generosos benefactores.
Una de las principales fuentes de ingresos eran las minas de carbón que poseía, ya que estos monjes fueron de los primeros, si no los primeros, mineros del carbón en Escocia. La primera mención del carbón en Escocia se encuentra en una carta de un conde de Winchester, que les concedía una mina de carbón. En 1526, el rey Jacobo V les concedió una petición para construir un puerto en Morrison's Haven, y es a partir de esta fecha cuando se estableció Aitchison's Haven Lodge como logia de canteros. En 1531, el abad de Newbattle acordó con el abad de Dunfermline la explotación de su mina de carbón en Prestongrange para que drenara el agua de las minas vecinas (que pertenecían a la abadía de Dunfermline) hacia el mar.
Newbattle sufrió mucho a causa de las incursiones inglesas en varias ocasiones, sobre todo en 1385, cuando el monasterio y la iglesia fueron incendiados, y los religiosos se llevaron o se vieron obligados a huir a otros monasterios; se necesitaron 40 años para reparar estas pérdidas. Una parte del monasterio fue nuevamente destruida por el conde de Hertford, pero la destrucción parece haberse limitado principalmente a la iglesia.
En el momento de la Reforma sólo quedaban unos pocos monjes, que fueron pensionados por el comendador Mark Kerr. Kerr se convirtió oportunamente al protestantismo y pudo conservar las tierras de la abadía. Su hijo, también Mark, se convirtió en Lord Newbattle en 1596 y en Conde de Lothian en 1606.
El emplazamiento del monasterio, incluidos los cementerios, los vestigios de la capilla y los claustros y algunos edificios asociados, es ahora un monumento catalogado.

## Casa señorial

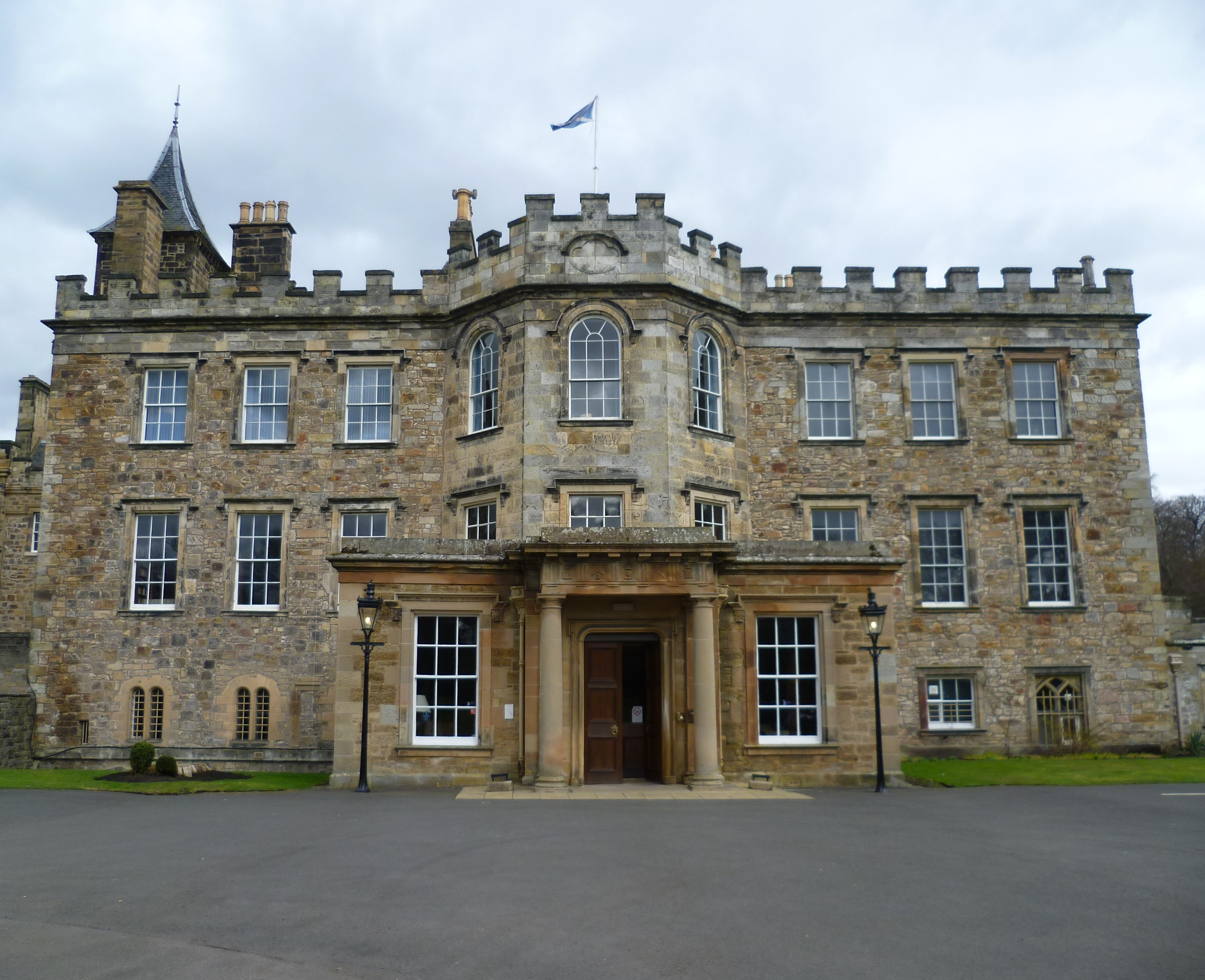
La Abadía de Newbattle en 2011

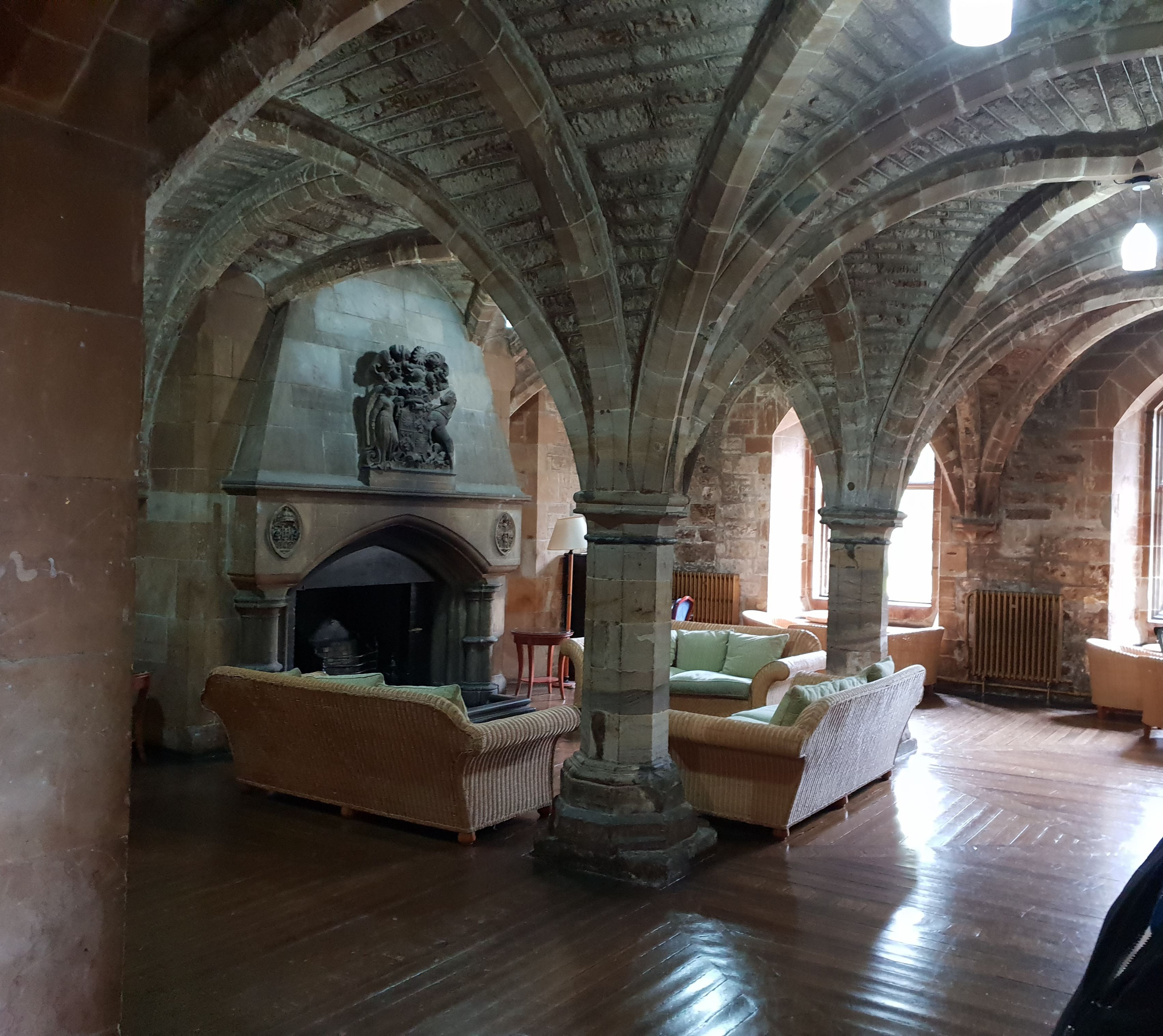
El sótano del Colegio de la Abadía de Newbattle

Parte de la abadía se convirtió en una casa que sobrevive en el núcleo del edificio actual. La casa incorpora parte del extremo sur de la gama monástica, con el sótano del dorter intacto.
La casa fue modificada y reconstruida sucesivamente por John Mylne en 1650, William Burn en 1836 y David Bryce en 1858. El salón fue decorado por Thomas Bonnar hacia 1870. La capilla del siglo XIX se creó en un sótano abovedado que puede datar de los edificios originales de la abadía. La capilla incluye una pila bautismal del siglo XVI y un fino suelo de parqué, realizado con madera de la finca, al estilo de la azulejería original. La biblioteca está revestida de roble y presenta un techo con molduras del siglo XVII. El jardín de la parte trasera de la casa incluye un par de grandes relojes de sol octogonales del siglo XVII. Los principales restos de la abadía están enterrados al oeste y al norte de la casa original.
El rey Jorge IV la visitó durante su gira por Escocia en 1822 y se construyó la Puerta del Rey en su honor.

## Universidad

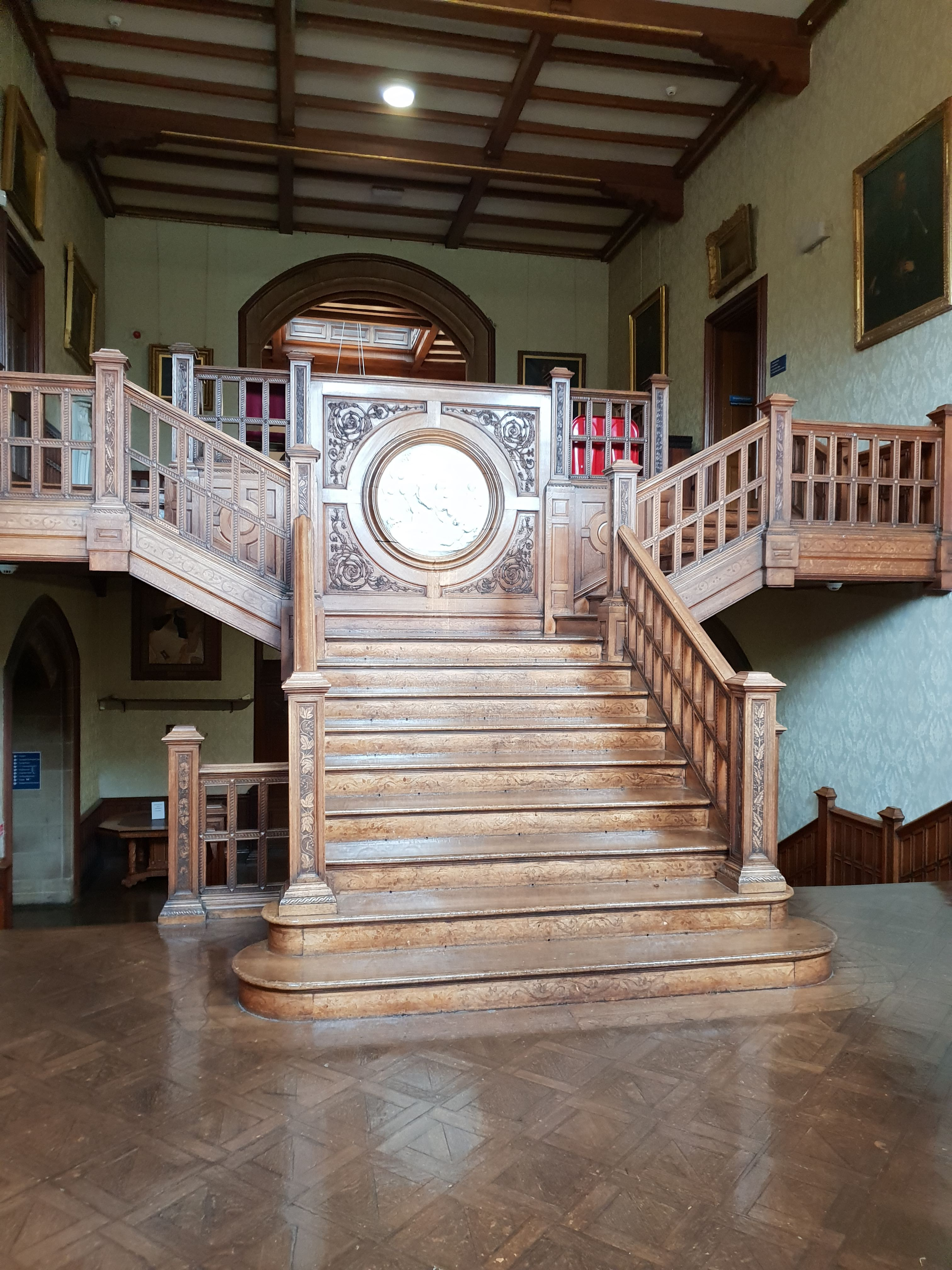
Gran escalera del Colegio de la Abadía de Newbattle.

La abadía de Newbattle siguió siendo la residencia de los marqueses de Lothian hasta que Philip Kerr, undécimo marqués de Lothian, la cedió a la nación en 1937 para que se utilizara como centro de educación.
El Colegio se estableció bajo los auspicios de las cuatro antiguas universidades escocesas específicamente para los adultos que volvían a estudiar. En la década de 1960 se construyó un nuevo edificio residencial y la financiación corrió a cargo del Departamento de Educación de Escocia.
En 1987, el Secretario de Estado para Escocia anunció la intención de retirar la financiación, amenazando al colegio con su cierre. Sin embargo, nuevas formas de apoyo financiero han permitido que el colegio sobreviva.

## Entierros en la Abadía
- María de Coucy